# Echeklos (Kentaur)

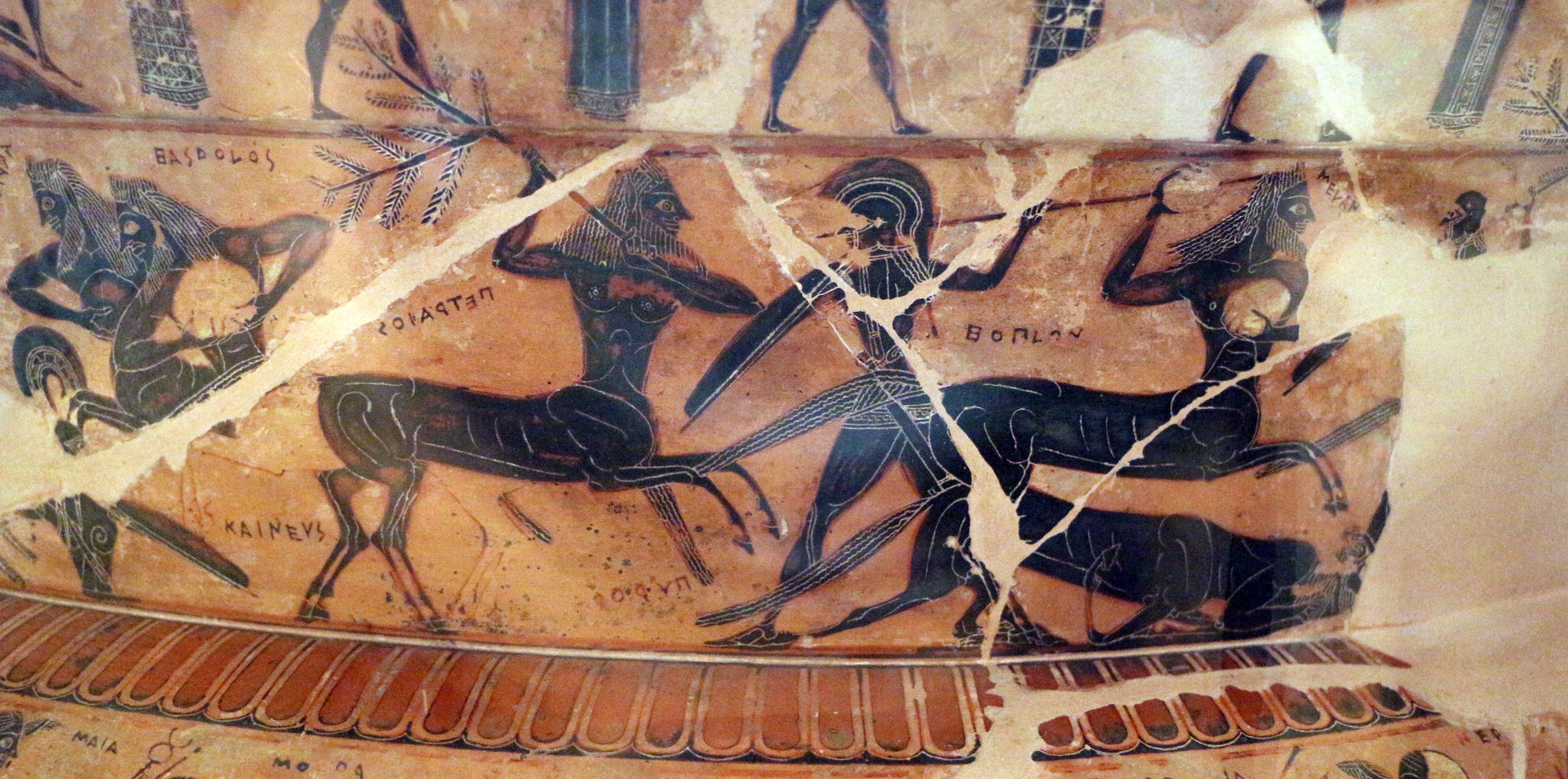
Françoisvase, 6. Jh. v. Chr., Lapithe mit Lanze, Kentauren mit Ast und Steinen.

Echeklos ist ein Kentaur der griechischen Mythologie. In der Kentauromachie der Metamorphosen des Ovid – die einzige Quelle – wird er vom Lapithen Ampyx getötet.

## Name
Der Name kommt vom griechischen Ἔχεκλος, Écheklos, lateinisch und deutsch mit der gleichen Betonung Écheclus, da die vorletzte Silbe wegen Muta cum Liquida (cl) kurz ist. Er lässt sich keiner typischen Kategorie der Kentaurennamen zuordnen, auch nicht die Lesevariante Echetlos, „da der Name einen Pflüger bedeutet, also für einen Kentauren durchaus unpassend ist.“ Möglicherweise transportiert er dieselbe Bedeutung wie der Name Ἐχεκλῆς, Echeklḗs, der „Ruhmreiche“ und würde dann  zu „den“ Namen gehören, deren „Bedeutungen mit den Vorstellungen der Alten vom Wesen der Kentauren wenigsten in keinem Widerspruche stehen.“
Andere Namenvarianten verwenden Voß (Oïklus) und Suchier (Ochekles). Auch Stoll identifiziert Oïklos mit Echetlos oder Echeklos.

## Mythos
Ovid lässt Nestor vor Troja bei einem Festmahl zu Ehren des Achilleus die Kentaurenschlacht erzählen, denn er war dabei. Er will so den erlahmenden Kampfgeist der Griechen neu entfachen, spricht Achill direkt an und betont die Schwere der einstigen Schlacht, die Heldentaten seiner Mitkämpfer:
„Quid tibi victorem gemini Periphanta Pyraethi,

Ampyca quid referam, qui quadrupedantis Echecli

fixit in adverso cornum sine cuspide vultu?“
„Warum soll ich dir (Achill) den (Lapithen) Periphas, den Sieger über den doppelwesigen (Kentauren) Pyretos nennen, warum den (Lapithen) Ampyx, der in das zugewandte Gesicht des vierfüßigen (Kentauren) Echeclus die Lanze – sie war ohne Spitze – stieß.“
„Wozu Periphas' Ruhm, der erschlug den Zentauren Pyretus,

künden und Ampyx' Ruhm, der vorn in des Trabers Ochekles
 
Antlitz trieb, obwohl ihr die Spitze gebrach, die Kornelle (Lanze).“

## Interpretation
Die beiden Kentauren haben keine Chance, trotz ihrer klangvollen Namen und ihrer großen Pferdeleiber müssen sie sterben, erlegt zum Ruhm der überlegenen und erbarmungslosen Lapithen.
Zuerst wird Pyraetus von Periphas getötet, wie und mit was bleibt offen, dann Echeklos von Ampyx mit einer Lanze ohne Spitze, also nur mit dem Lanzenschaft. Echeklos setzt sich von Pyraetus ab durch das Epitheton „vierfüßig“ (quadropedans) und die neue Tötungsvariante „von vorne ins Gesicht“ (in adverso ... vultu).
Ovid steigert diese Darstellung der beiden Kampfpaare aber noch weiter durch eine chiastisch angeordnete zweifache Praeteritio, das bewusste Übergehen eines Themas, das aber dann doch kurz angesprochen wird, getragen vom Prädikat „ich soll berichten?“ (referam?): warum Pyraethus X Ampyx warum (quid Pyraethi X Ampyca quid).

## Rezeption
- (60558) Echeclus, ein Zentaur-Asteroid, benannt nach dem Kentauren.